# Spoorlijn Sainte-Gauburge - Mesnil-Mauger
De Spoorlijn Sainte-Gauburge - Mesnil-Mauger was een Franse spoorlijn van Sainte-Gauburge-Sainte-Colombe naar Le Mesnil-Mauger. De lijn was 61,9 km lang en heeft als lijnnummer 402 000.

## Geschiedenis
De lijn werd in gedeeltes geopend door de Compagnie des chemins de fer de l'Ouest, van Sainte-Gauburge naar Gacé op 22 november 1880, van Gacé naar Ticheville-Le Sap op 9 oktober 1881 en van Ticheville-Le Sap naar Mesnil-Mauger op 30 december 1881. Reizigersverkeer werd opgeheven op 15 mei 1938. Goederenverkeer werd in gedeeltes gestaakt, van Sainte-Gauburge naar Gacé op 1 augustus 1954, van Gacé naar Vimoutiers op 1 maart 1986 en van Vimoutiers naar Mesnil-Mauger op 24 september 1989.

## Aansluitingen
In de volgende plaatsen is of was er een aansluiting op de volgende spoorlijnen:
Sainte-Gauburge
RFN 395 000, spoorlijn tussen Saint-Cyr en Surdon
RFN 425 000, spoorlijn tussen Mortagne-au-Perche en Sainte-Gauburge
Échauffour
RFN 400 000, spoorlijn tussen Échauffour en Bernay
Mesnil-Mauger
RFN 366 000, spoorlijn tussen Mantes-la-Jolie en Cherbourg